# Сторожевой полк

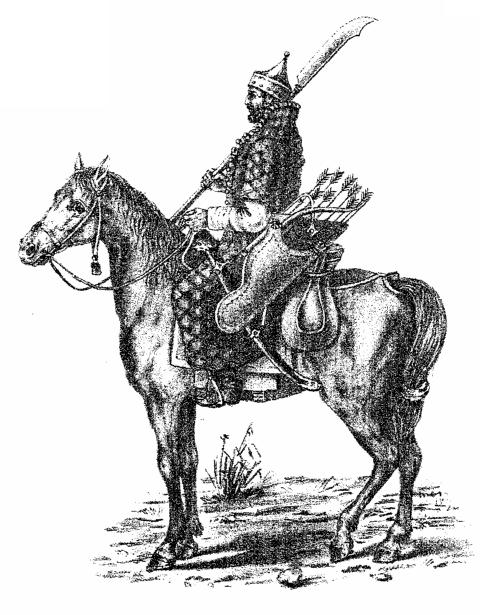
Русский всадник в тегиляе с совней (1892 год)

Сторожевой полк (Западна́я сила, Ариергард, Охрана, Тыльное войско) — организационно-тактическая единица (титульный полк) русского войска, которая могла создаваться на время похода или войны в XVI—XVII веках.

## Общие положения
Основной задачей сторожевого полка считалось тыловое охранение главных сил то есть Большого полка, как правило, сторожевой полк состоял преимущественно из кавалерийских частей. Способы его организации, комплектования и командования не отличались от других структурных единиц русской армии.
Стоит заметить, что в ряде исторических и литературных материалов, посвящённых XIV—XV векам, имеется некоторая путаница с понятиями «передовой полк» и «сторожевой полк», а также с определением их численности и наименования. Предполагается, что это является следствием отсутствия до XVI века чёткого разграничения функций сторожевого и передового полков. Из-за этого эти понятия нередко употреблялись как синонимы, при этом иногда авангардный полк назывался передовым, иногда — сторожевым, а порою — использовались оба этих термина.
К началу XVI века состоялось окончательное оформление сторожевого полка как отдельной и самостоятельной организационно-тактической единицы русского войска; на него были возложены обязанности арьергарда и резерва, а передовой полк стал выполнять функции авангарда.
Последнее упоминание об использовании сторожевого полка в боевой организации русского войска относят к Крымским походам 1687 и 1689 годов.
Известны численности формирований царского большого полка (походных ратей) по данным разрядных росписей, проанализированных историком О. А. Курбатовым.
| Год разряда | Наименование полков Русской походной рати | Наименование полков Русской походной рати | Наименование полков Русской походной рати | Наименование полков Русской походной рати | Наименование полков Русской походной рати | Общая численность личного состава |
| Год разряда | Большой                                   | Правой руки                               | Передовой                                 | Сторожевой                                | Левой руки                                | Общая численность личного состава |
| 1558        | 15 сотен                                  | 10 сотен                                  | 8 сотен                                   | 8 сотен                                   | 6 сотен                                   | 47 сотен                          |
| 1572        | 2905                                      | 2240                                      | 2040                                      | 1713                                      | 1351                                      | 10 249                            |
| 1604        | 4097                                      | 2888                                      | 2521                                      | 2015                                      | 1600                                      | 13 121                            |